# 奥尼翁
奥尼翁，是西班牙卡斯蒂利亚-拉曼恰瓜达拉哈拉省的一个市镇。总面积53平方公里，总人口243人（2001年），人口密度5人/平方公里。